# Tihomir, Kărdjali
Tihomir (în bulgară Тихомир) este un sat în comuna Kirkovo, regiunea Kărdjali,  Bulgaria. 

## Demografie
Componența etnică a satului Tihomir
     Nicio identificare (24,71%)
     Bulgari (59,32%)
     Altele (15,95%)
La recensământul din 2011, populația satului Tihomir era de 1.335 locuitori. Din punct de vedere etnic, majoritatea locuitorilor (59,32%) erau bulgari. Pentru 24,71% din locuitori nu este cunoscută apartenența etnică.